# Venusmuscheln

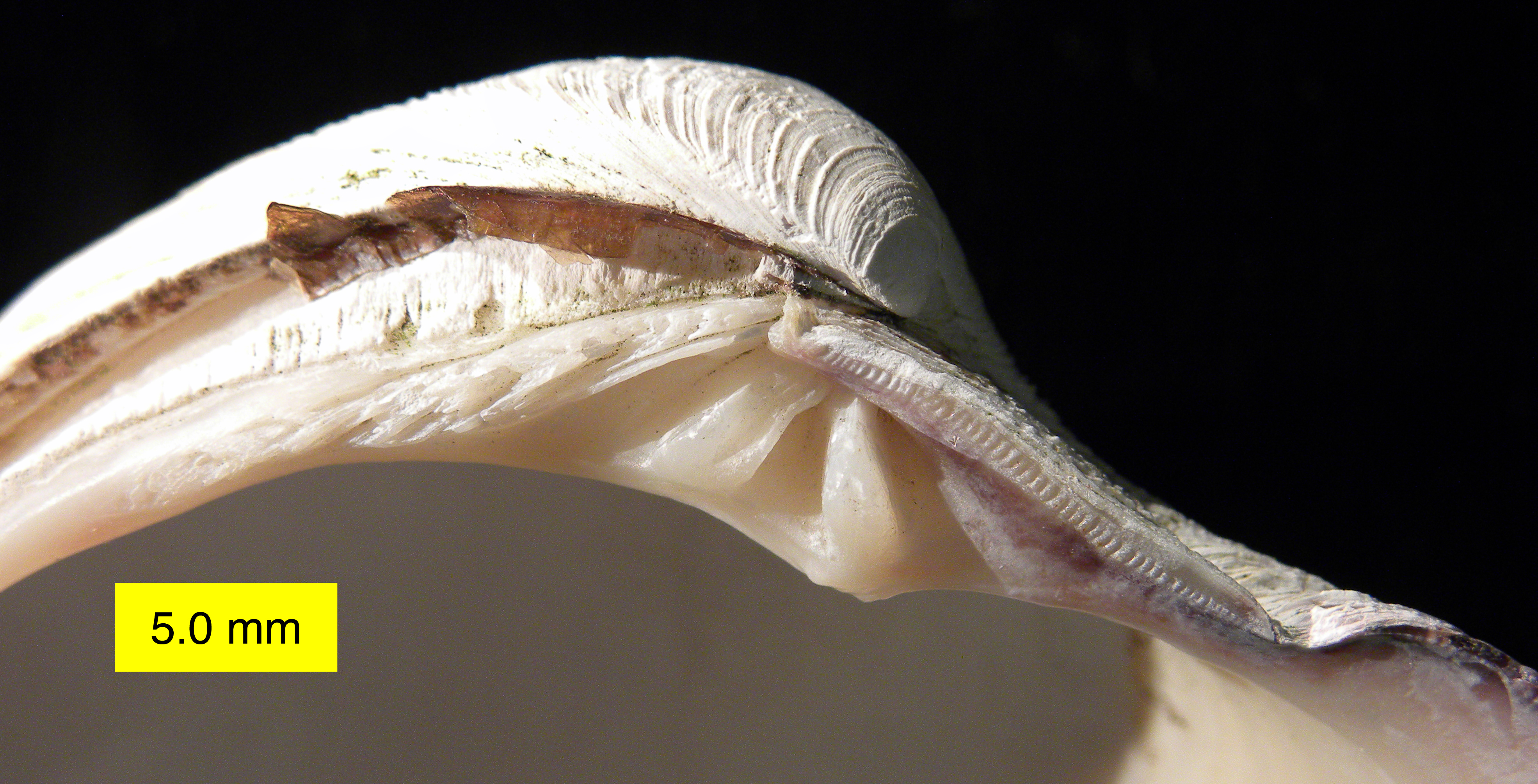
Wirbel und Schloss der linken Klappe einer Nördlichen Venusmuschel (Mercenaria mercenaria).

Die Venusmuscheln (Veneridae) sind eine Familie von Muschelarten in der Ordnung Venerida. Die Familie umfasst zwölf noch nicht abgesicherte Unterfamilien mit zahlreichen Gattungen – die ebenfalls noch nicht taxonomisch abgesichert sind – und über 400 Arten, wovon die meisten essbar sind.
Die Venusmuscheln kommen weltweit in allen Küstengewässern vor, meist in und auf sandigem Untergrund. Der Schwerpunkt der Verbreitung liegt in den warmen Meeren. Die ältesten Vertreter der Familie stammen aus dem Valanginium (Unterkreide).

## Beschreibung

### Typische Schalenmerkmale
- Der Wirbel befindet sich vor der Schalenmitte und erscheint meist etwas eingerollt. Dadurch entspricht die Schalenform etwa dem Profil einer Mainzelmännchenmütze.
- Typisch für die Schalenskulptur sind konzentrische Rippen oder Rillen (Ausnahme in Europa: Timoclea ovata). Sie unterscheiden sich dadurch von den radial gerippten verwandten Herzmuscheln.
- Heterodontes Schloss

## Mythen und Geschichten
In der Antike galt die Muschel allgemein als geschlechtsloses Wesen, das aus dem Meerschaum entstand. Auch Aristoteles war von dieser Ansicht, die in der Folge bis ins späte Mittelalter weitergegeben wurde, überzeugt. Nach der griechischen Mythologie wurde Aphrodite bzw. die römische Venus u. a. aus dem Meerschaum und in der Folge aus einer Muschel geboren.
Der Name der Venusmuscheln wird auch von ihrer Gestalt abgeleitet. Die leicht eingerollte Grundform der Venusmuscheln ähnelt angeblich als Ganzes mit etwas Vorstellungskraft dem Bauchnabel der Schönheitsgöttin Venus, während die Ansicht von Wirbel und Ligament von dorsal mit viel Einbildungskraft der Vulva einer Frau gleicht. 
Als das Porzellan nach Europa gelangte, wurde es so angeblich nach „porcellano“, einem italienischen Spitznamen für die Glänzende Venusmuschel (Callista chione) benannt. Die Schalen dieser Art glänzen innen und außen so, als ob sie poliert wären – so wie Porzellan. „Porcellano“ (übersetzt „Schweinchen“) leitet sich von der oval-bauchigen und bräunlich-rosa glänzenden Schale dieser Venusmuschel ab.

## Nutzung
Venusmuscheln können gekocht verzehrt werden. In der Italienischen Küche sind sie als vongole bekannt. Sie sind unter anderem Bestandteil des Gerichts Spaghetti alle vongole. Aus Venusmuscheln kann auch ein Saft gewonnen werden, welcher im Cocktail Michelada Verwendung findet. Alternativ wird für Michelada auch Tomatensaft mit Venusmuschelpulver (Clamatojuice) verwendet.

## Systematik

### Phylogenie der Veneridae
Nach Kappner und Bieler sind Chioninae und Venerinae zwei getrennte Gruppen, wobei die Gattungen Chamelea, Clausinella, Tawera und Timoclea neu zu den Venerinae zugeordnet werden. Morphologisch unterscheiden sich die beiden genannten Gruppen durch getrennte Siphone und (meist) einen vorderen Nebenzahn bei den Venerinae sowie verschmolzene Siphone und keinen vorderen Nebenzahn bei den Chioninae.
Weitere Untersuchungen zur Klärung der Phylogenie sind notwendig.
Gattungen sind in Klammern hinter den Unterfamilien angegeben.
|      | Tapetinae (Ruditapes, Paphia, Katelysia; Gattungen nicht monophyletisch) |
|      | |
| N.N. | \| \| Chioninae (Lirophora, Anomalocardia, Mercenaria, Humilaria, Puberella, Ameghinomya, Chiona, Chionista, Protothaca, Callithaca) (zu wenig Daten) \| \| \| \| \| \| Venerinae (Chamelea, Venus, Clausinella, Globivenus, Ventricoloidea, Dosina, Tawera, Ameghinomya, Eurhomalea, Timoclea, Antigona) (Gattungen nicht monophyletisch) \| \| \| \| |
|      | \| \| Chioninae (Lirophora, Anomalocardia, Mercenaria, Humilaria, Puberella, Ameghinomya, Chiona, Chionista, Protothaca, Callithaca) (zu wenig Daten) \| \| \| \| \| \| Venerinae (Chamelea, Venus, Clausinella, Globivenus, Ventricoloidea, Dosina, Tawera, Ameghinomya, Eurhomalea, Timoclea, Antigona) (Gattungen nicht monophyletisch) \| \| \| \| |
|      | Chioninae (Lirophora, Anomalocardia, Mercenaria, Humilaria, Puberella, Ameghinomya, Chiona, Chionista, Protothaca, Callithaca) (zu wenig Daten) |
|      | |
|      | Venerinae (Chamelea, Venus, Clausinella, Globivenus, Ventricoloidea, Dosina, Tawera, Ameghinomya, Eurhomalea, Timoclea, Antigona) (Gattungen nicht monophyletisch) |
|      | |

|  | Chioninae (Lirophora, Anomalocardia, Mercenaria, Humilaria, Puberella, Ameghinomya, Chiona, Chionista, Protothaca, Callithaca) (zu wenig Daten)                    |
|  | |
|  | Venerinae (Chamelea, Venus, Clausinella, Globivenus, Ventricoloidea, Dosina, Tawera, Ameghinomya, Eurhomalea, Timoclea, Antigona) (Gattungen nicht monophyletisch) |
|  | |

|      | Tapetinae (Ruditapes, Paphia, Katelysia; Gattungen nicht monophyletisch) |
|      | |
| N.N. | \| \| Chioninae (Lirophora, Anomalocardia, Mercenaria, Humilaria, Puberella, Ameghinomya, Chiona, Chionista, Protothaca, Callithaca) (zu wenig Daten) \| \| \| \| \| \| Venerinae (Chamelea, Venus, Clausinella, Globivenus, Ventricoloidea, Dosina, Tawera, Ameghinomya, Eurhomalea, Timoclea, Antigona) (Gattungen nicht monophyletisch) \| \| \| \| |
|      | \| \| Chioninae (Lirophora, Anomalocardia, Mercenaria, Humilaria, Puberella, Ameghinomya, Chiona, Chionista, Protothaca, Callithaca) (zu wenig Daten) \| \| \| \| \| \| Venerinae (Chamelea, Venus, Clausinella, Globivenus, Ventricoloidea, Dosina, Tawera, Ameghinomya, Eurhomalea, Timoclea, Antigona) (Gattungen nicht monophyletisch) \| \| \| \| |
|      | Chioninae (Lirophora, Anomalocardia, Mercenaria, Humilaria, Puberella, Ameghinomya, Chiona, Chionista, Protothaca, Callithaca) (zu wenig Daten) |
|      | |
|      | Venerinae (Chamelea, Venus, Clausinella, Globivenus, Ventricoloidea, Dosina, Tawera, Ameghinomya, Eurhomalea, Timoclea, Antigona) (Gattungen nicht monophyletisch) |
|      | |

|  | Chioninae (Lirophora, Anomalocardia, Mercenaria, Humilaria, Puberella, Ameghinomya, Chiona, Chionista, Protothaca, Callithaca) (zu wenig Daten)                    |
|  | |
|  | Venerinae (Chamelea, Venus, Clausinella, Globivenus, Ventricoloidea, Dosina, Tawera, Ameghinomya, Eurhomalea, Timoclea, Antigona) (Gattungen nicht monophyletisch) |
|  | |

|      | Tapetinae (Ruditapes, Paphia, Katelysia; Gattungen nicht monophyletisch) |
|      | |
| N.N. | \| \| Chioninae (Lirophora, Anomalocardia, Mercenaria, Humilaria, Puberella, Ameghinomya, Chiona, Chionista, Protothaca, Callithaca) (zu wenig Daten) \| \| \| \| \| \| Venerinae (Chamelea, Venus, Clausinella, Globivenus, Ventricoloidea, Dosina, Tawera, Ameghinomya, Eurhomalea, Timoclea, Antigona) (Gattungen nicht monophyletisch) \| \| \| \| |
|      | \| \| Chioninae (Lirophora, Anomalocardia, Mercenaria, Humilaria, Puberella, Ameghinomya, Chiona, Chionista, Protothaca, Callithaca) (zu wenig Daten) \| \| \| \| \| \| Venerinae (Chamelea, Venus, Clausinella, Globivenus, Ventricoloidea, Dosina, Tawera, Ameghinomya, Eurhomalea, Timoclea, Antigona) (Gattungen nicht monophyletisch) \| \| \| \| |
|      | Chioninae (Lirophora, Anomalocardia, Mercenaria, Humilaria, Puberella, Ameghinomya, Chiona, Chionista, Protothaca, Callithaca) (zu wenig Daten) |
|      | |
|      | Venerinae (Chamelea, Venus, Clausinella, Globivenus, Ventricoloidea, Dosina, Tawera, Ameghinomya, Eurhomalea, Timoclea, Antigona) (Gattungen nicht monophyletisch) |
|      | |

|  | Chioninae (Lirophora, Anomalocardia, Mercenaria, Humilaria, Puberella, Ameghinomya, Chiona, Chionista, Protothaca, Callithaca) (zu wenig Daten)                    |
|  | |
|  | Venerinae (Chamelea, Venus, Clausinella, Globivenus, Ventricoloidea, Dosina, Tawera, Ameghinomya, Eurhomalea, Timoclea, Antigona) (Gattungen nicht monophyletisch) |
|  | |

|      | Tapetinae (Ruditapes, Paphia, Katelysia; Gattungen nicht monophyletisch) |
|      | |
| N.N. | \| \| Chioninae (Lirophora, Anomalocardia, Mercenaria, Humilaria, Puberella, Ameghinomya, Chiona, Chionista, Protothaca, Callithaca) (zu wenig Daten) \| \| \| \| \| \| Venerinae (Chamelea, Venus, Clausinella, Globivenus, Ventricoloidea, Dosina, Tawera, Ameghinomya, Eurhomalea, Timoclea, Antigona) (Gattungen nicht monophyletisch) \| \| \| \| |
|      | \| \| Chioninae (Lirophora, Anomalocardia, Mercenaria, Humilaria, Puberella, Ameghinomya, Chiona, Chionista, Protothaca, Callithaca) (zu wenig Daten) \| \| \| \| \| \| Venerinae (Chamelea, Venus, Clausinella, Globivenus, Ventricoloidea, Dosina, Tawera, Ameghinomya, Eurhomalea, Timoclea, Antigona) (Gattungen nicht monophyletisch) \| \| \| \| |
|      | Chioninae (Lirophora, Anomalocardia, Mercenaria, Humilaria, Puberella, Ameghinomya, Chiona, Chionista, Protothaca, Callithaca) (zu wenig Daten) |
|      | |
|      | Venerinae (Chamelea, Venus, Clausinella, Globivenus, Ventricoloidea, Dosina, Tawera, Ameghinomya, Eurhomalea, Timoclea, Antigona) (Gattungen nicht monophyletisch) |
|      | |

|  | Chioninae (Lirophora, Anomalocardia, Mercenaria, Humilaria, Puberella, Ameghinomya, Chiona, Chionista, Protothaca, Callithaca) (zu wenig Daten)                    |
|  | |
|  | Venerinae (Chamelea, Venus, Clausinella, Globivenus, Ventricoloidea, Dosina, Tawera, Ameghinomya, Eurhomalea, Timoclea, Antigona) (Gattungen nicht monophyletisch) |
|  | |

|      | Tapetinae (Ruditapes, Paphia, Katelysia; Gattungen nicht monophyletisch) |
|      | |
| N.N. | \| \| Chioninae (Lirophora, Anomalocardia, Mercenaria, Humilaria, Puberella, Ameghinomya, Chiona, Chionista, Protothaca, Callithaca) (zu wenig Daten) \| \| \| \| \| \| Venerinae (Chamelea, Venus, Clausinella, Globivenus, Ventricoloidea, Dosina, Tawera, Ameghinomya, Eurhomalea, Timoclea, Antigona) (Gattungen nicht monophyletisch) \| \| \| \| |
|      | \| \| Chioninae (Lirophora, Anomalocardia, Mercenaria, Humilaria, Puberella, Ameghinomya, Chiona, Chionista, Protothaca, Callithaca) (zu wenig Daten) \| \| \| \| \| \| Venerinae (Chamelea, Venus, Clausinella, Globivenus, Ventricoloidea, Dosina, Tawera, Ameghinomya, Eurhomalea, Timoclea, Antigona) (Gattungen nicht monophyletisch) \| \| \| \| |
|      | Chioninae (Lirophora, Anomalocardia, Mercenaria, Humilaria, Puberella, Ameghinomya, Chiona, Chionista, Protothaca, Callithaca) (zu wenig Daten) |
|      | |
|      | Venerinae (Chamelea, Venus, Clausinella, Globivenus, Ventricoloidea, Dosina, Tawera, Ameghinomya, Eurhomalea, Timoclea, Antigona) (Gattungen nicht monophyletisch) |
|      | |

|  | Chioninae (Lirophora, Anomalocardia, Mercenaria, Humilaria, Puberella, Ameghinomya, Chiona, Chionista, Protothaca, Callithaca) (zu wenig Daten)                    |
|  | |
|  | Venerinae (Chamelea, Venus, Clausinella, Globivenus, Ventricoloidea, Dosina, Tawera, Ameghinomya, Eurhomalea, Timoclea, Antigona) (Gattungen nicht monophyletisch) |
|  | |

|      | Tapetinae (Ruditapes, Paphia, Katelysia; Gattungen nicht monophyletisch) |
|      | |
| N.N. | \| \| Chioninae (Lirophora, Anomalocardia, Mercenaria, Humilaria, Puberella, Ameghinomya, Chiona, Chionista, Protothaca, Callithaca) (zu wenig Daten) \| \| \| \| \| \| Venerinae (Chamelea, Venus, Clausinella, Globivenus, Ventricoloidea, Dosina, Tawera, Ameghinomya, Eurhomalea, Timoclea, Antigona) (Gattungen nicht monophyletisch) \| \| \| \| |
|      | \| \| Chioninae (Lirophora, Anomalocardia, Mercenaria, Humilaria, Puberella, Ameghinomya, Chiona, Chionista, Protothaca, Callithaca) (zu wenig Daten) \| \| \| \| \| \| Venerinae (Chamelea, Venus, Clausinella, Globivenus, Ventricoloidea, Dosina, Tawera, Ameghinomya, Eurhomalea, Timoclea, Antigona) (Gattungen nicht monophyletisch) \| \| \| \| |
|      | Chioninae (Lirophora, Anomalocardia, Mercenaria, Humilaria, Puberella, Ameghinomya, Chiona, Chionista, Protothaca, Callithaca) (zu wenig Daten) |
|      | |
|      | Venerinae (Chamelea, Venus, Clausinella, Globivenus, Ventricoloidea, Dosina, Tawera, Ameghinomya, Eurhomalea, Timoclea, Antigona) (Gattungen nicht monophyletisch) |
|      | |

|  | Chioninae (Lirophora, Anomalocardia, Mercenaria, Humilaria, Puberella, Ameghinomya, Chiona, Chionista, Protothaca, Callithaca) (zu wenig Daten)                    |
|  | |
|  | Venerinae (Chamelea, Venus, Clausinella, Globivenus, Ventricoloidea, Dosina, Tawera, Ameghinomya, Eurhomalea, Timoclea, Antigona) (Gattungen nicht monophyletisch) |
|  | |

|      | Tapetinae (Ruditapes, Paphia, Katelysia; Gattungen nicht monophyletisch) |
|      | |
| N.N. | \| \| Chioninae (Lirophora, Anomalocardia, Mercenaria, Humilaria, Puberella, Ameghinomya, Chiona, Chionista, Protothaca, Callithaca) (zu wenig Daten) \| \| \| \| \| \| Venerinae (Chamelea, Venus, Clausinella, Globivenus, Ventricoloidea, Dosina, Tawera, Ameghinomya, Eurhomalea, Timoclea, Antigona) (Gattungen nicht monophyletisch) \| \| \| \| |
|      | \| \| Chioninae (Lirophora, Anomalocardia, Mercenaria, Humilaria, Puberella, Ameghinomya, Chiona, Chionista, Protothaca, Callithaca) (zu wenig Daten) \| \| \| \| \| \| Venerinae (Chamelea, Venus, Clausinella, Globivenus, Ventricoloidea, Dosina, Tawera, Ameghinomya, Eurhomalea, Timoclea, Antigona) (Gattungen nicht monophyletisch) \| \| \| \| |
|      | Chioninae (Lirophora, Anomalocardia, Mercenaria, Humilaria, Puberella, Ameghinomya, Chiona, Chionista, Protothaca, Callithaca) (zu wenig Daten) |
|      | |
|      | Venerinae (Chamelea, Venus, Clausinella, Globivenus, Ventricoloidea, Dosina, Tawera, Ameghinomya, Eurhomalea, Timoclea, Antigona) (Gattungen nicht monophyletisch) |
|      | |

|  | Chioninae (Lirophora, Anomalocardia, Mercenaria, Humilaria, Puberella, Ameghinomya, Chiona, Chionista, Protothaca, Callithaca) (zu wenig Daten)                    |
|  | |
|  | Venerinae (Chamelea, Venus, Clausinella, Globivenus, Ventricoloidea, Dosina, Tawera, Ameghinomya, Eurhomalea, Timoclea, Antigona) (Gattungen nicht monophyletisch) |
|  | |

|      | Tapetinae (Ruditapes, Paphia, Katelysia; Gattungen nicht monophyletisch) |
|      | |
| N.N. | \| \| Chioninae (Lirophora, Anomalocardia, Mercenaria, Humilaria, Puberella, Ameghinomya, Chiona, Chionista, Protothaca, Callithaca) (zu wenig Daten) \| \| \| \| \| \| Venerinae (Chamelea, Venus, Clausinella, Globivenus, Ventricoloidea, Dosina, Tawera, Ameghinomya, Eurhomalea, Timoclea, Antigona) (Gattungen nicht monophyletisch) \| \| \| \| |
|      | \| \| Chioninae (Lirophora, Anomalocardia, Mercenaria, Humilaria, Puberella, Ameghinomya, Chiona, Chionista, Protothaca, Callithaca) (zu wenig Daten) \| \| \| \| \| \| Venerinae (Chamelea, Venus, Clausinella, Globivenus, Ventricoloidea, Dosina, Tawera, Ameghinomya, Eurhomalea, Timoclea, Antigona) (Gattungen nicht monophyletisch) \| \| \| \| |
|      | Chioninae (Lirophora, Anomalocardia, Mercenaria, Humilaria, Puberella, Ameghinomya, Chiona, Chionista, Protothaca, Callithaca) (zu wenig Daten) |
|      | |
|      | Venerinae (Chamelea, Venus, Clausinella, Globivenus, Ventricoloidea, Dosina, Tawera, Ameghinomya, Eurhomalea, Timoclea, Antigona) (Gattungen nicht monophyletisch) |
|      | |

|  | Chioninae (Lirophora, Anomalocardia, Mercenaria, Humilaria, Puberella, Ameghinomya, Chiona, Chionista, Protothaca, Callithaca) (zu wenig Daten)                    |
|  | |
|  | Venerinae (Chamelea, Venus, Clausinella, Globivenus, Ventricoloidea, Dosina, Tawera, Ameghinomya, Eurhomalea, Timoclea, Antigona) (Gattungen nicht monophyletisch) |
|  | |

|      | Tapetinae (Ruditapes, Paphia, Katelysia; Gattungen nicht monophyletisch) |
|      | |
| N.N. | \| \| Chioninae (Lirophora, Anomalocardia, Mercenaria, Humilaria, Puberella, Ameghinomya, Chiona, Chionista, Protothaca, Callithaca) (zu wenig Daten) \| \| \| \| \| \| Venerinae (Chamelea, Venus, Clausinella, Globivenus, Ventricoloidea, Dosina, Tawera, Ameghinomya, Eurhomalea, Timoclea, Antigona) (Gattungen nicht monophyletisch) \| \| \| \| |
|      | \| \| Chioninae (Lirophora, Anomalocardia, Mercenaria, Humilaria, Puberella, Ameghinomya, Chiona, Chionista, Protothaca, Callithaca) (zu wenig Daten) \| \| \| \| \| \| Venerinae (Chamelea, Venus, Clausinella, Globivenus, Ventricoloidea, Dosina, Tawera, Ameghinomya, Eurhomalea, Timoclea, Antigona) (Gattungen nicht monophyletisch) \| \| \| \| |
|      | Chioninae (Lirophora, Anomalocardia, Mercenaria, Humilaria, Puberella, Ameghinomya, Chiona, Chionista, Protothaca, Callithaca) (zu wenig Daten) |
|      | |
|      | Venerinae (Chamelea, Venus, Clausinella, Globivenus, Ventricoloidea, Dosina, Tawera, Ameghinomya, Eurhomalea, Timoclea, Antigona) (Gattungen nicht monophyletisch) |
|      | |

|  | Chioninae (Lirophora, Anomalocardia, Mercenaria, Humilaria, Puberella, Ameghinomya, Chiona, Chionista, Protothaca, Callithaca) (zu wenig Daten)                    |
|  | |
|  | Venerinae (Chamelea, Venus, Clausinella, Globivenus, Ventricoloidea, Dosina, Tawera, Ameghinomya, Eurhomalea, Timoclea, Antigona) (Gattungen nicht monophyletisch) |
|  | |

|      | Tapetinae (Ruditapes, Paphia, Katelysia; Gattungen nicht monophyletisch) |
|      | |
| N.N. | \| \| Chioninae (Lirophora, Anomalocardia, Mercenaria, Humilaria, Puberella, Ameghinomya, Chiona, Chionista, Protothaca, Callithaca) (zu wenig Daten) \| \| \| \| \| \| Venerinae (Chamelea, Venus, Clausinella, Globivenus, Ventricoloidea, Dosina, Tawera, Ameghinomya, Eurhomalea, Timoclea, Antigona) (Gattungen nicht monophyletisch) \| \| \| \| |
|      | \| \| Chioninae (Lirophora, Anomalocardia, Mercenaria, Humilaria, Puberella, Ameghinomya, Chiona, Chionista, Protothaca, Callithaca) (zu wenig Daten) \| \| \| \| \| \| Venerinae (Chamelea, Venus, Clausinella, Globivenus, Ventricoloidea, Dosina, Tawera, Ameghinomya, Eurhomalea, Timoclea, Antigona) (Gattungen nicht monophyletisch) \| \| \| \| |
|      | Chioninae (Lirophora, Anomalocardia, Mercenaria, Humilaria, Puberella, Ameghinomya, Chiona, Chionista, Protothaca, Callithaca) (zu wenig Daten) |
|      | |
|      | Venerinae (Chamelea, Venus, Clausinella, Globivenus, Ventricoloidea, Dosina, Tawera, Ameghinomya, Eurhomalea, Timoclea, Antigona) (Gattungen nicht monophyletisch) |
|      | |

|  | Chioninae (Lirophora, Anomalocardia, Mercenaria, Humilaria, Puberella, Ameghinomya, Chiona, Chionista, Protothaca, Callithaca) (zu wenig Daten)                    |
|  | |
|  | Venerinae (Chamelea, Venus, Clausinella, Globivenus, Ventricoloidea, Dosina, Tawera, Ameghinomya, Eurhomalea, Timoclea, Antigona) (Gattungen nicht monophyletisch) |
|  | |

|      | Tapetinae (Ruditapes, Paphia, Katelysia; Gattungen nicht monophyletisch) |
|      | |
| N.N. | \| \| Chioninae (Lirophora, Anomalocardia, Mercenaria, Humilaria, Puberella, Ameghinomya, Chiona, Chionista, Protothaca, Callithaca) (zu wenig Daten) \| \| \| \| \| \| Venerinae (Chamelea, Venus, Clausinella, Globivenus, Ventricoloidea, Dosina, Tawera, Ameghinomya, Eurhomalea, Timoclea, Antigona) (Gattungen nicht monophyletisch) \| \| \| \| |
|      | \| \| Chioninae (Lirophora, Anomalocardia, Mercenaria, Humilaria, Puberella, Ameghinomya, Chiona, Chionista, Protothaca, Callithaca) (zu wenig Daten) \| \| \| \| \| \| Venerinae (Chamelea, Venus, Clausinella, Globivenus, Ventricoloidea, Dosina, Tawera, Ameghinomya, Eurhomalea, Timoclea, Antigona) (Gattungen nicht monophyletisch) \| \| \| \| |
|      | Chioninae (Lirophora, Anomalocardia, Mercenaria, Humilaria, Puberella, Ameghinomya, Chiona, Chionista, Protothaca, Callithaca) (zu wenig Daten) |
|      | |
|      | Venerinae (Chamelea, Venus, Clausinella, Globivenus, Ventricoloidea, Dosina, Tawera, Ameghinomya, Eurhomalea, Timoclea, Antigona) (Gattungen nicht monophyletisch) |
|      | |

|  | Chioninae (Lirophora, Anomalocardia, Mercenaria, Humilaria, Puberella, Ameghinomya, Chiona, Chionista, Protothaca, Callithaca) (zu wenig Daten)                    |
|  | |
|  | Venerinae (Chamelea, Venus, Clausinella, Globivenus, Ventricoloidea, Dosina, Tawera, Ameghinomya, Eurhomalea, Timoclea, Antigona) (Gattungen nicht monophyletisch) |
|  | |

|      | Tapetinae (Ruditapes, Paphia, Katelysia; Gattungen nicht monophyletisch) |
|      | |
| N.N. | \| \| Chioninae (Lirophora, Anomalocardia, Mercenaria, Humilaria, Puberella, Ameghinomya, Chiona, Chionista, Protothaca, Callithaca) (zu wenig Daten) \| \| \| \| \| \| Venerinae (Chamelea, Venus, Clausinella, Globivenus, Ventricoloidea, Dosina, Tawera, Ameghinomya, Eurhomalea, Timoclea, Antigona) (Gattungen nicht monophyletisch) \| \| \| \| |
|      | \| \| Chioninae (Lirophora, Anomalocardia, Mercenaria, Humilaria, Puberella, Ameghinomya, Chiona, Chionista, Protothaca, Callithaca) (zu wenig Daten) \| \| \| \| \| \| Venerinae (Chamelea, Venus, Clausinella, Globivenus, Ventricoloidea, Dosina, Tawera, Ameghinomya, Eurhomalea, Timoclea, Antigona) (Gattungen nicht monophyletisch) \| \| \| \| |
|      | Chioninae (Lirophora, Anomalocardia, Mercenaria, Humilaria, Puberella, Ameghinomya, Chiona, Chionista, Protothaca, Callithaca) (zu wenig Daten) |
|      | |
|      | Venerinae (Chamelea, Venus, Clausinella, Globivenus, Ventricoloidea, Dosina, Tawera, Ameghinomya, Eurhomalea, Timoclea, Antigona) (Gattungen nicht monophyletisch) |
|      | |

|  | Chioninae (Lirophora, Anomalocardia, Mercenaria, Humilaria, Puberella, Ameghinomya, Chiona, Chionista, Protothaca, Callithaca) (zu wenig Daten)                    |
|  | |
|  | Venerinae (Chamelea, Venus, Clausinella, Globivenus, Ventricoloidea, Dosina, Tawera, Ameghinomya, Eurhomalea, Timoclea, Antigona) (Gattungen nicht monophyletisch) |
|  | |

|      | Tapetinae (Ruditapes, Paphia, Katelysia; Gattungen nicht monophyletisch) |
|      | |
| N.N. | \| \| Chioninae (Lirophora, Anomalocardia, Mercenaria, Humilaria, Puberella, Ameghinomya, Chiona, Chionista, Protothaca, Callithaca) (zu wenig Daten) \| \| \| \| \| \| Venerinae (Chamelea, Venus, Clausinella, Globivenus, Ventricoloidea, Dosina, Tawera, Ameghinomya, Eurhomalea, Timoclea, Antigona) (Gattungen nicht monophyletisch) \| \| \| \| |
|      | \| \| Chioninae (Lirophora, Anomalocardia, Mercenaria, Humilaria, Puberella, Ameghinomya, Chiona, Chionista, Protothaca, Callithaca) (zu wenig Daten) \| \| \| \| \| \| Venerinae (Chamelea, Venus, Clausinella, Globivenus, Ventricoloidea, Dosina, Tawera, Ameghinomya, Eurhomalea, Timoclea, Antigona) (Gattungen nicht monophyletisch) \| \| \| \| |
|      | Chioninae (Lirophora, Anomalocardia, Mercenaria, Humilaria, Puberella, Ameghinomya, Chiona, Chionista, Protothaca, Callithaca) (zu wenig Daten) |
|      | |
|      | Venerinae (Chamelea, Venus, Clausinella, Globivenus, Ventricoloidea, Dosina, Tawera, Ameghinomya, Eurhomalea, Timoclea, Antigona) (Gattungen nicht monophyletisch) |
|      | |

|  | Chioninae (Lirophora, Anomalocardia, Mercenaria, Humilaria, Puberella, Ameghinomya, Chiona, Chionista, Protothaca, Callithaca) (zu wenig Daten)                    |
|  | |
|  | Venerinae (Chamelea, Venus, Clausinella, Globivenus, Ventricoloidea, Dosina, Tawera, Ameghinomya, Eurhomalea, Timoclea, Antigona) (Gattungen nicht monophyletisch) |
|  | |

|      | Tapetinae (Ruditapes, Paphia, Katelysia; Gattungen nicht monophyletisch) |
|      | |
| N.N. | \| \| Chioninae (Lirophora, Anomalocardia, Mercenaria, Humilaria, Puberella, Ameghinomya, Chiona, Chionista, Protothaca, Callithaca) (zu wenig Daten) \| \| \| \| \| \| Venerinae (Chamelea, Venus, Clausinella, Globivenus, Ventricoloidea, Dosina, Tawera, Ameghinomya, Eurhomalea, Timoclea, Antigona) (Gattungen nicht monophyletisch) \| \| \| \| |
|      | \| \| Chioninae (Lirophora, Anomalocardia, Mercenaria, Humilaria, Puberella, Ameghinomya, Chiona, Chionista, Protothaca, Callithaca) (zu wenig Daten) \| \| \| \| \| \| Venerinae (Chamelea, Venus, Clausinella, Globivenus, Ventricoloidea, Dosina, Tawera, Ameghinomya, Eurhomalea, Timoclea, Antigona) (Gattungen nicht monophyletisch) \| \| \| \| |
|      | Chioninae (Lirophora, Anomalocardia, Mercenaria, Humilaria, Puberella, Ameghinomya, Chiona, Chionista, Protothaca, Callithaca) (zu wenig Daten) |
|      | |
|      | Venerinae (Chamelea, Venus, Clausinella, Globivenus, Ventricoloidea, Dosina, Tawera, Ameghinomya, Eurhomalea, Timoclea, Antigona) (Gattungen nicht monophyletisch) |
|      | |

|  | Chioninae (Lirophora, Anomalocardia, Mercenaria, Humilaria, Puberella, Ameghinomya, Chiona, Chionista, Protothaca, Callithaca) (zu wenig Daten)                    |
|  | |
|  | Venerinae (Chamelea, Venus, Clausinella, Globivenus, Ventricoloidea, Dosina, Tawera, Ameghinomya, Eurhomalea, Timoclea, Antigona) (Gattungen nicht monophyletisch) |
|  | |

|      | Tapetinae (Ruditapes, Paphia, Katelysia; Gattungen nicht monophyletisch) |
|      | |
| N.N. | \| \| Chioninae (Lirophora, Anomalocardia, Mercenaria, Humilaria, Puberella, Ameghinomya, Chiona, Chionista, Protothaca, Callithaca) (zu wenig Daten) \| \| \| \| \| \| Venerinae (Chamelea, Venus, Clausinella, Globivenus, Ventricoloidea, Dosina, Tawera, Ameghinomya, Eurhomalea, Timoclea, Antigona) (Gattungen nicht monophyletisch) \| \| \| \| |
|      | \| \| Chioninae (Lirophora, Anomalocardia, Mercenaria, Humilaria, Puberella, Ameghinomya, Chiona, Chionista, Protothaca, Callithaca) (zu wenig Daten) \| \| \| \| \| \| Venerinae (Chamelea, Venus, Clausinella, Globivenus, Ventricoloidea, Dosina, Tawera, Ameghinomya, Eurhomalea, Timoclea, Antigona) (Gattungen nicht monophyletisch) \| \| \| \| |
|      | Chioninae (Lirophora, Anomalocardia, Mercenaria, Humilaria, Puberella, Ameghinomya, Chiona, Chionista, Protothaca, Callithaca) (zu wenig Daten) |
|      | |
|      | Venerinae (Chamelea, Venus, Clausinella, Globivenus, Ventricoloidea, Dosina, Tawera, Ameghinomya, Eurhomalea, Timoclea, Antigona) (Gattungen nicht monophyletisch) |
|      | |

|  | Chioninae (Lirophora, Anomalocardia, Mercenaria, Humilaria, Puberella, Ameghinomya, Chiona, Chionista, Protothaca, Callithaca) (zu wenig Daten)                    |
|  | |
|  | Venerinae (Chamelea, Venus, Clausinella, Globivenus, Ventricoloidea, Dosina, Tawera, Ameghinomya, Eurhomalea, Timoclea, Antigona) (Gattungen nicht monophyletisch) |
|  | |

|      | Tapetinae (Ruditapes, Paphia, Katelysia; Gattungen nicht monophyletisch) |
|      | |
| N.N. | \| \| Chioninae (Lirophora, Anomalocardia, Mercenaria, Humilaria, Puberella, Ameghinomya, Chiona, Chionista, Protothaca, Callithaca) (zu wenig Daten) \| \| \| \| \| \| Venerinae (Chamelea, Venus, Clausinella, Globivenus, Ventricoloidea, Dosina, Tawera, Ameghinomya, Eurhomalea, Timoclea, Antigona) (Gattungen nicht monophyletisch) \| \| \| \| |
|      | \| \| Chioninae (Lirophora, Anomalocardia, Mercenaria, Humilaria, Puberella, Ameghinomya, Chiona, Chionista, Protothaca, Callithaca) (zu wenig Daten) \| \| \| \| \| \| Venerinae (Chamelea, Venus, Clausinella, Globivenus, Ventricoloidea, Dosina, Tawera, Ameghinomya, Eurhomalea, Timoclea, Antigona) (Gattungen nicht monophyletisch) \| \| \| \| |
|      | Chioninae (Lirophora, Anomalocardia, Mercenaria, Humilaria, Puberella, Ameghinomya, Chiona, Chionista, Protothaca, Callithaca) (zu wenig Daten) |
|      | |
|      | Venerinae (Chamelea, Venus, Clausinella, Globivenus, Ventricoloidea, Dosina, Tawera, Ameghinomya, Eurhomalea, Timoclea, Antigona) (Gattungen nicht monophyletisch) |
|      | |

|  | Chioninae (Lirophora, Anomalocardia, Mercenaria, Humilaria, Puberella, Ameghinomya, Chiona, Chionista, Protothaca, Callithaca) (zu wenig Daten)                    |
|  | |
|  | Venerinae (Chamelea, Venus, Clausinella, Globivenus, Ventricoloidea, Dosina, Tawera, Ameghinomya, Eurhomalea, Timoclea, Antigona) (Gattungen nicht monophyletisch) |
|  | |

### Unterfamilien
- Chioninae
- Circinae
- Clementinae
- Cyclininae oder Cyclinae
- Dosiniinae
- Gemminae
- Meretricinae
  - Japanische Venusmuschel (Meretrix lusoria)
- Pitariinae
- Samarangiinae
- Sunettinae
- Tapetinae
  - Gegitterte Venusmuschel (Ruditapes decussatus)
- Venerinae

### Liste der Gattungen

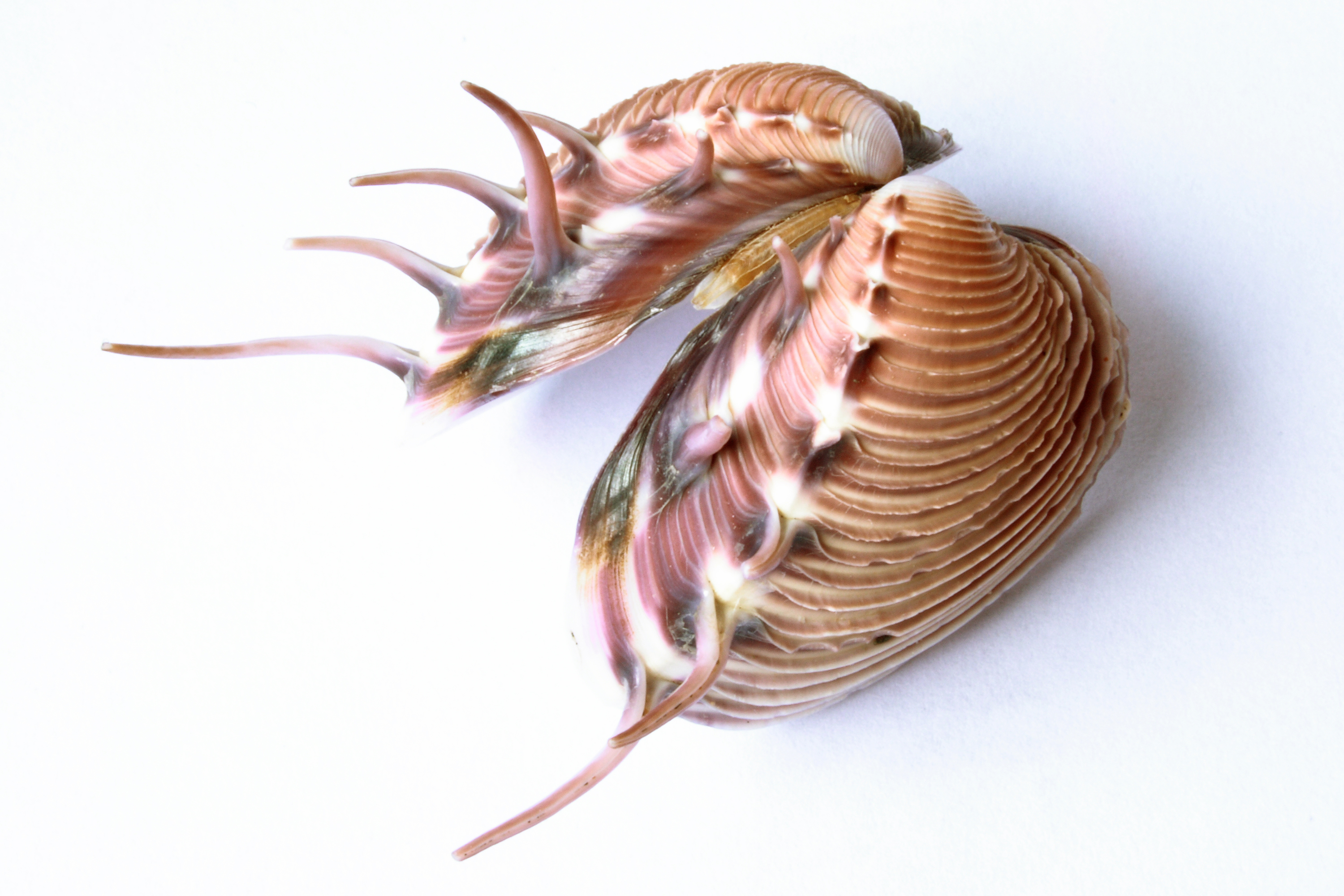
Pitar lupanaria

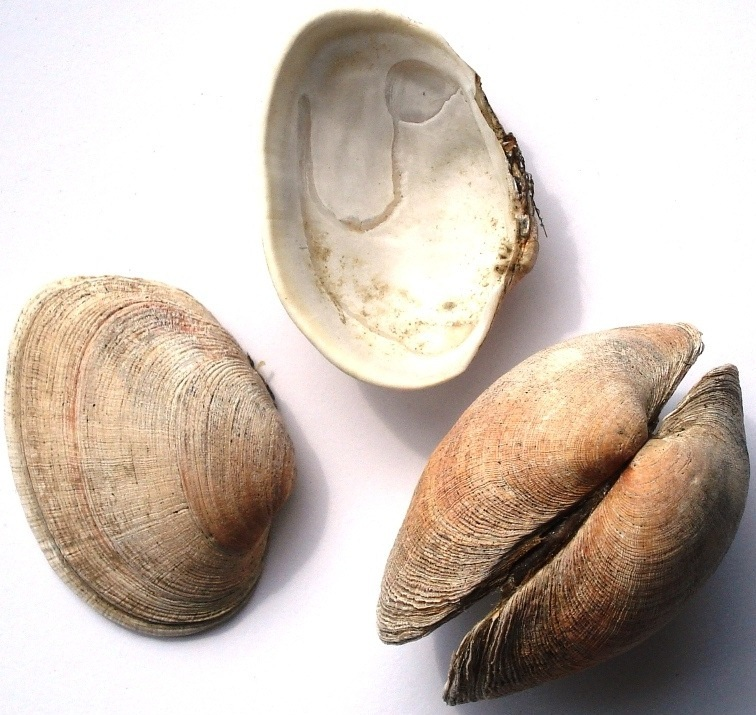
Venerupis pullastra (Teppichmuschel)

Hier eine Auflistung der Gattungen von Venusmuscheln (möglicherweise unvollständig) ohne Berücksichtigung der Gruppierung nach Unterfamilien:
- Agriopoma Dall, 1902
- Amiantis Carpenter, 1884
- Anomalocardia Schumacher, 1817
- Callista Poli, 1791
- Chamelea Morch, 1853
- Chione Megerle von Mühlfeld, 1811
- Chionista Keen, 1958
- Circomphalus Klein, 1853
- Clausinella J. E. Gray, 1851
  - Gebänderte Venusmuschel (Clausinella fasciata (da Costa, 1778))
- Compsomyax Stewart, 1930
- Cyclinella Dall, 1902
- Dosinia Scopoli, 1777
  - Artemismuschel (Dosinia exoleta)
  - Glatte Artemis (Dosinia lupinus)
- Gafrarium Roding, 1798
  - Gafrarium pectinatum (Linnaeus, 1758)
- Gemma Deshayes, 1853
- Globivenus Coen, 1934
- Gouldia C. B. Adams, 1847 
  - Gouldia minima (Montagu, 1803)
- Humilaria Grant and Gale, 1931
- Irus Schmidt, 1818
- Irusella Hertlein and Grant, 1972
- Liocyma Dall, 1870
- Lirophora Conrad, 1883
- Macrocallista Meek, 1876
- Mercenaria Schumacher, 1817
  - Nördliche Venusmuschel (Mercenaria mercenaria)
- Nutricola Bernard, 1982
- Parastarte Conrad, 1862
- Periglypta Jukes-Browne, 1914
- Pitar Römer, 1857
- Protothaca Dall, 1902
- Psephidia Dall, 1902
- Puberella Fischer-Piette and Vukadinovic, 1977
- Saxidomus Conrad, 1837
- Tapes Muhlfeld, 1811
- Timoclea Brown, 1827
  - Ovale Teppichmuschel (Timoclea ovale (Pennant, 1777))
- Tivela Link, 1807
- Transennella Dall, 1883
- Venerupis Lamarck, 1818
  - Getupfte Teppichmuschel (Venerupis corrugata (Gmelin, 1791))
- Ventricolaria Keen, 1954
- Venus Linnaeus, 1758
  - Raue Venusmuschel (Venus verrucosa Gmelin, 1791)

Einige fossile Gattungen:
- Aeora Conrad, 1870 (Kreide)
- Anofia Reyment, 1955 (Oberkreide)
- Loxo Dailey & Popenoe, 1966 (Oberkreide)
- Naulia Cox, 1952 (Oberkreide)
- Rohea Marwick, 1938 (Oligozän)
- Septeuilia Cossmann, 1914 (Eozän)